# Pierre-la-Treiche
Pierre-la-Treiche és un municipi francès situat al departament de Meurthe i Mosel·la i a la regió del Gran Est. L'any 2007 tenia 568 habitants.

## Demografia

### Població
El 2007 la població de fet de Pierre-la-Treiche era de 568 persones. Hi havia 221 famílies, de les quals 52 eren unipersonals (28 homes vivint sols i 24 dones vivint soles), 75 parelles sense fills, 86 parelles amb fills i 8 famílies monoparentals amb fills.
La població ha evolucionat segons el següent gràfic:
Habitants censats

### Habitatges
El 2007 hi havia 271 habitatges, 227 eren l'habitatge principal de la família, 28 eren segones residències i 15 estaven desocupats. 241 eren cases i 28 eren apartaments. Dels 227 habitatges principals, 173 estaven ocupats pels seus propietaris, 50 estaven llogats i ocupats pels llogaters i 4 estaven cedits a títol gratuït; 1 tenia una cambra, 6 en tenien dues, 18 en tenien tres, 50 en tenien quatre i 152 en tenien cinc o més. 192 habitatges disposaven pel capbaix d'una plaça de pàrquing. A 81 habitatges hi havia un automòbil i a 126 n'hi havia dos o més.

### Piràmide de població
La piràmide de població per edats i sexe el 2009 era:
| Homes | Edats   | Dones |
| ----- | ------- | ----- |
| 0     | 95 o +  | 0     |
| 0     | 90 a 94 | 0     |
| 0     | 85 a 89 | 8     |
| 8     | 80 a 84 | 4     |
| 4     | 75 a 79 | 4     |
| 4     | 70 a 74 | 16    |
| 0     | 65 a 69 | 4     |
| 20    | 60 a 64 | 8     |
| 12    | 55 a 59 | 12    |
| 28    | 50 a 54 | 36    |
| 32    | 45 a 49 | 36    |
| 36    | 40 a 44 | 36    |
| 20    | 35 a 39 | 20    |
| 12    | 30 a 34 | 8     |
| 16    | 25 a 29 | 24    |
| 4     | 20 a 24 | 4     |
| 48    | 15 a 19 | 40    |
| 36    | 10 a 14 | 32    |
| 28    | 5 a 9   | 16    |
| 8     | 0 a 4   | 4     |

## Economia
El 2007 la població en edat de treballar era de 394 persones, 280 eren actives i 114 eren inactives. De les 280 persones actives 263 estaven ocupades (140 homes i 123 dones) i 17 estaven aturades (6 homes i 11 dones). De les 114 persones inactives 44 estaven jubilades, 32 estaven estudiant i 38 estaven classificades com a «altres inactius».

### Ingressos
El 2009 a Pierre-la-Treiche hi havia 231 unitats fiscals que integraven 550 persones, la mediana anual d'ingressos fiscals per persona era de 19.232 €.

### Activitats econòmiques
Dels 16 establiments que hi havia el 2007, 1 era d'una empresa extractiva, 1 d'una empresa alimentària, 2 d'empreses de fabricació d'altres productes industrials, 3 d'empreses de construcció, 1 d'una empresa de comerç i reparació d'automòbils, 1 d'una empresa d'hostatgeria i restauració, 1 d'una empresa d'informació i comunicació, 1 d'una empresa immobiliària, 3 d'empreses de serveis i 2 d'empreses classificades com a «altres activitats de serveis».
Dels 5 establiments de servei als particulars que hi havia el 2009, 1 era un guixaire pintor, 1 fusteria, 1 lampisteria, 1 restaurant i 1 saló de bellesa.
L'únic establiment comercial que hi havia el 2009 era una fleca.

## Equipaments sanitaris i escolars
El 2009 hi havia una escola elemental integrada dins d'un grup escolar amb les comunes properes formant una escola dispersa.

## Poblacions més properes
El següent diagrama mostra les poblacions més properes.